# Ken Vail
Ken Vail (* 25. Januar 1939; † 17. Januar 2013 bei Cambridge) war ein britischer Jazzpublizist.
Vail, der in Cambridge hauptberuflich als Grafikdesigner arbeitete, veröffentlichte 1993 die Bildchronik Jazz Milestones, die die jährlichen Ereignisse im Jazz, Geburten, Todestage, Aufnahmen, Kompositionen, Filme und Bücher sowie die wichtigsten Schauplätze darstellte. In den folgenden Jahren legte er in Großbritannien die Buchreihe The Jazz Itineraries (dt. Die Jazz-Reisetagebücher) vor, die auf Vails Vorläuferreihe Jazz Diaries aufbaute, Karrierechroniken berühmter Jazzmusiker wie Billie Holiday, Count Basie, Ella Fitzgerald, Duke Ellington und Miles Davis. Vail, der seine Bücher selbst gestaltete, arbeitete außerdem mit der britischen Duke Ellington Society of the UK und Roger Boyes, dem Herausgeber der Zeitschrift Blue Light zusammen. Vail starb im Januar 2013 in seinem Haus bei Cambridge an den Folgen einer Knochenkrebs-Erkrankung.

## Publikationen (Auswahl)
- Jazz Milestones: A Pictorial Chronicle of Jazz 1900-1990: Chessington: Castle Communications, 1993. ISBN 9781860740503
- Bird’s Diary: The Life of Charlie Parker 1945-55 (Sanctuary, 1996)
- Lady Day’s Diary: The Life of Billie Holiday 1937-59 (Sanctuary, 1999) ISBN 1-86074-131-2
- Miles’ Diary: The Life of Miles Davis 1947-61 (1997) ISBN 9781860741593
- Duke’s Diary: Part I: The Life of Duke Ellington 1927-1950 (2002)
- Duke’s Diary: Part Two: The Life of Duke Ellington 1950-1974 (2002)
- Dizzy Gillespie: The Bebop Years 1937-1952: Ken Vail’s Jazz Itineraries 1 (2003)
- Itineraries: Pt. 2: Ella Fitzgerald - The Chick Webb Years and Beyond 1935-1948 (2003)
- Count Basie: Swingin’ the Blues 1936-1950 – Ken Vail’s Jazz Itineraries 3  (2003)
- Swing Era Scrapbook: The Teenage Diaries and Radio Logs of Bob Inman, 1936-1938 (2006)